# Craterispermum caudatum
Craterispermum caudatum är en måreväxtart som beskrevs av John Hutchinson. Craterispermum caudatum ingår i släktet Craterispermum och familjen måreväxter. Inga underarter finns listade i Catalogue of Life.